# Most Replot
Most Replot (fiń. Raippaluodon silta) – most wantowy w Finlandii łączący wyspę Replot z lądem w Korsholm w okolicy Vaasa. Jego długość wynosi 1 045 m, co sprawia, iż jest najdłuższym mostem w Finlandii. Przez most przebiega droga lokalna nr 724.

## Konstrukcja
Most jest oparty na 13 betonowych wspornikach i podtrzymuje go 9 pylonów o wysokości 82,5 m i 26 m ponad poziom jeziora. Najdłuższe przęsło liczy 127 m. Szerokość mostu to 12 m, z czego droga zajmuje 8,25 metra. Koszt budowy mostu wynosił ok. 25 mln euro. Do budowy zużyto 18 200 m³ betonu i 3 170 ton stali.

## Historia
Budowa mostu trwała 2 lata, a oddano go do użytku 27 sierpnia 1997 w obecności prezydenta kraju Martti Ahtisaari.